# Biodiversité marine

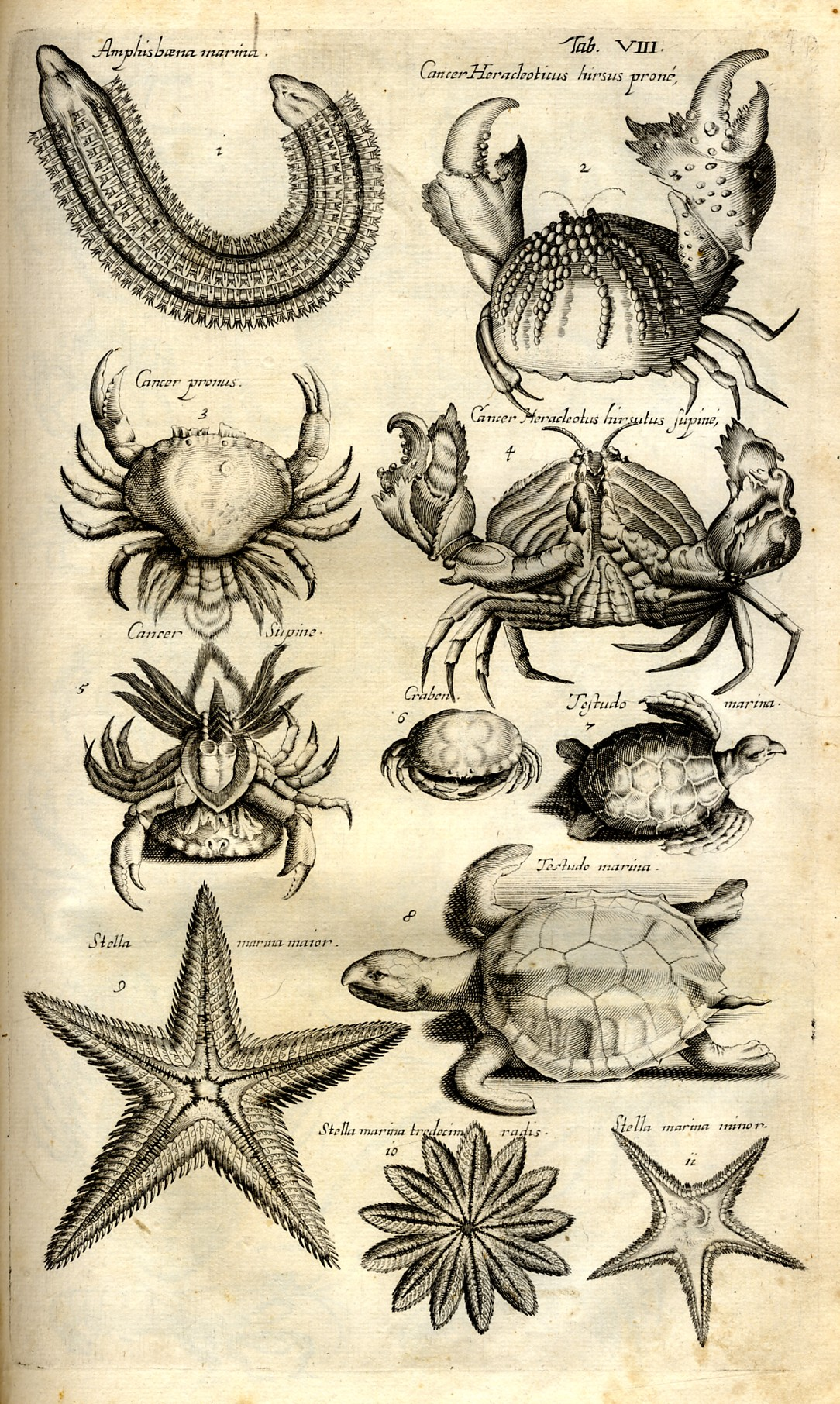
Animaux marins. Planche extraite de Historiae naturalis de exanguibus aquaticis par Jan Jonston (1650) ; l'histoire naturelle a d'abord inventorié (décrit et classé) les espèces, puis l'écologie marine a montré l'importance des relations interspécifiques et entre les espèces et leur milieu, et l'importance de la diversité biologique dans les systèmes vivants, marins notamment.

Selon la manière dont on observe la planète terre, on peut compter 5, 4, 3, 2 ou 1 océans. L'océan mondial n'est pas naturellement écologiquement aussi fragmenté que ne le sont les continents (où les montagnes et grands fleuves sont des barrières difficiles ou impossibles à franchir pour de nombreuses espèces), ce qui explique en partie une biodiversité très différente d'un continent à l'autre.

La biodiversité marine est l'ensemble de la biodiversité des mers, des océans, des lagunes et des estrans. 
Elle est en régression (du point de vue de la richesse trophique notamment) depuis plus de 50 ans, du fait des activités humaines et en particulier du fait de la surpêche et de la pollution et artificialisation des fleuves, estuaires, ports et zones côtières.

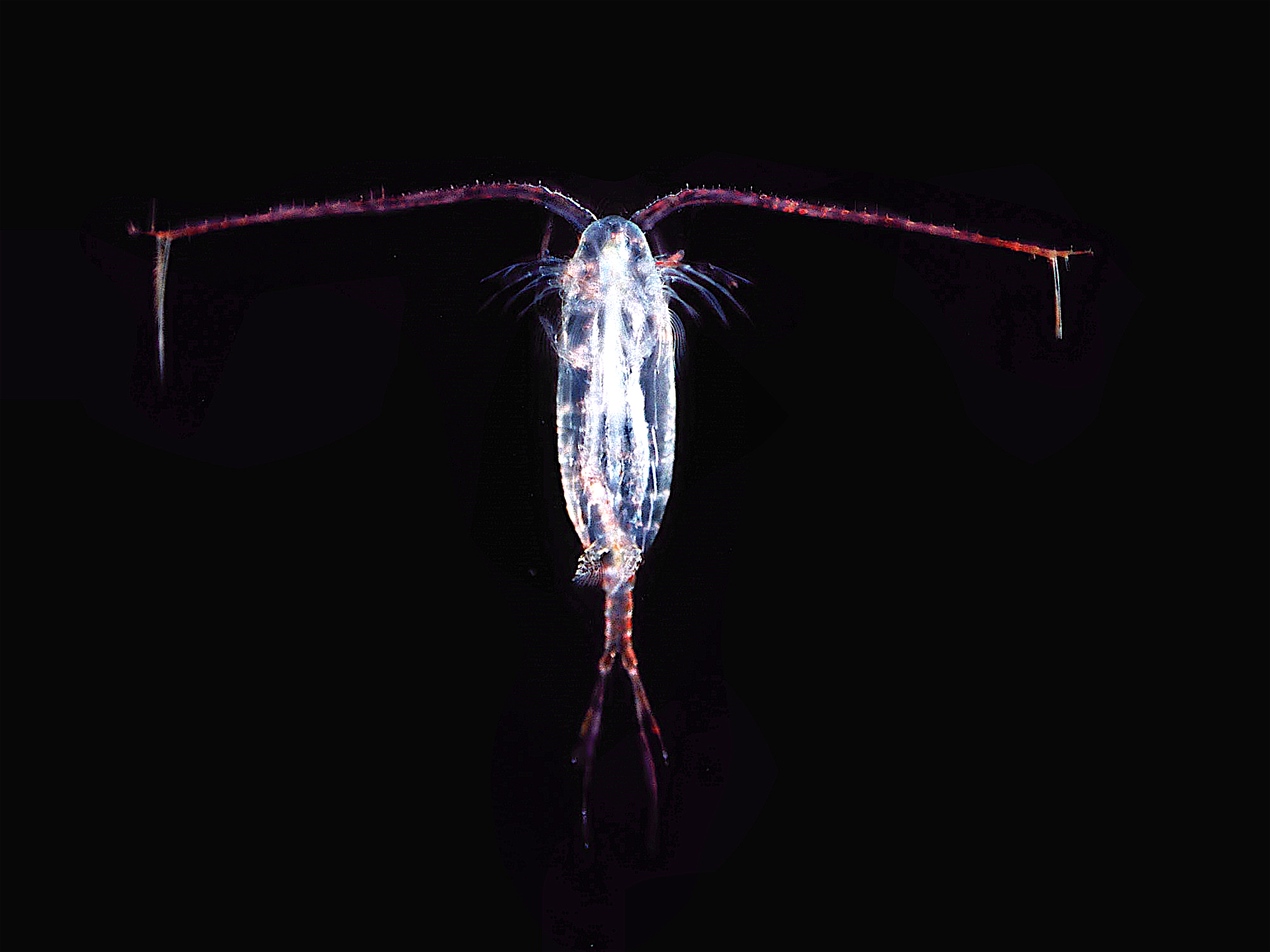
Les copépodes constituent une part importante du zooplancton.

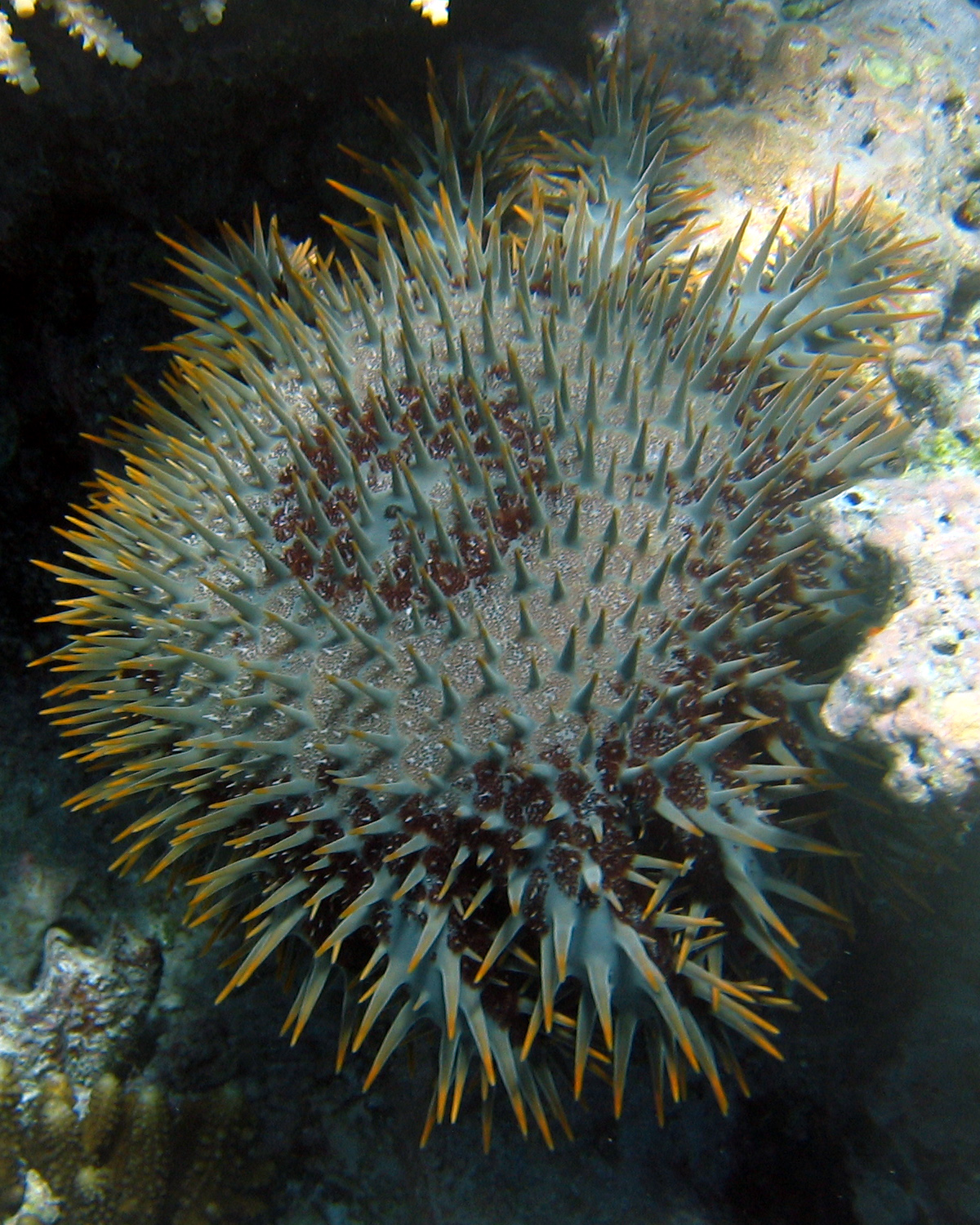
Acanthaster pourpre ou Acanthaster planci ; espèce nocturne d'étoile de mer se nourrissant des polypes du corail (récemment devenue espèce invasive là où elle a été introduite). On constate que cette espèce progresse sur les récifs exploités, et ne progresse pas ou progresse moins là où la biodiversité est restée élevée, ou dans les réserves naturelle.

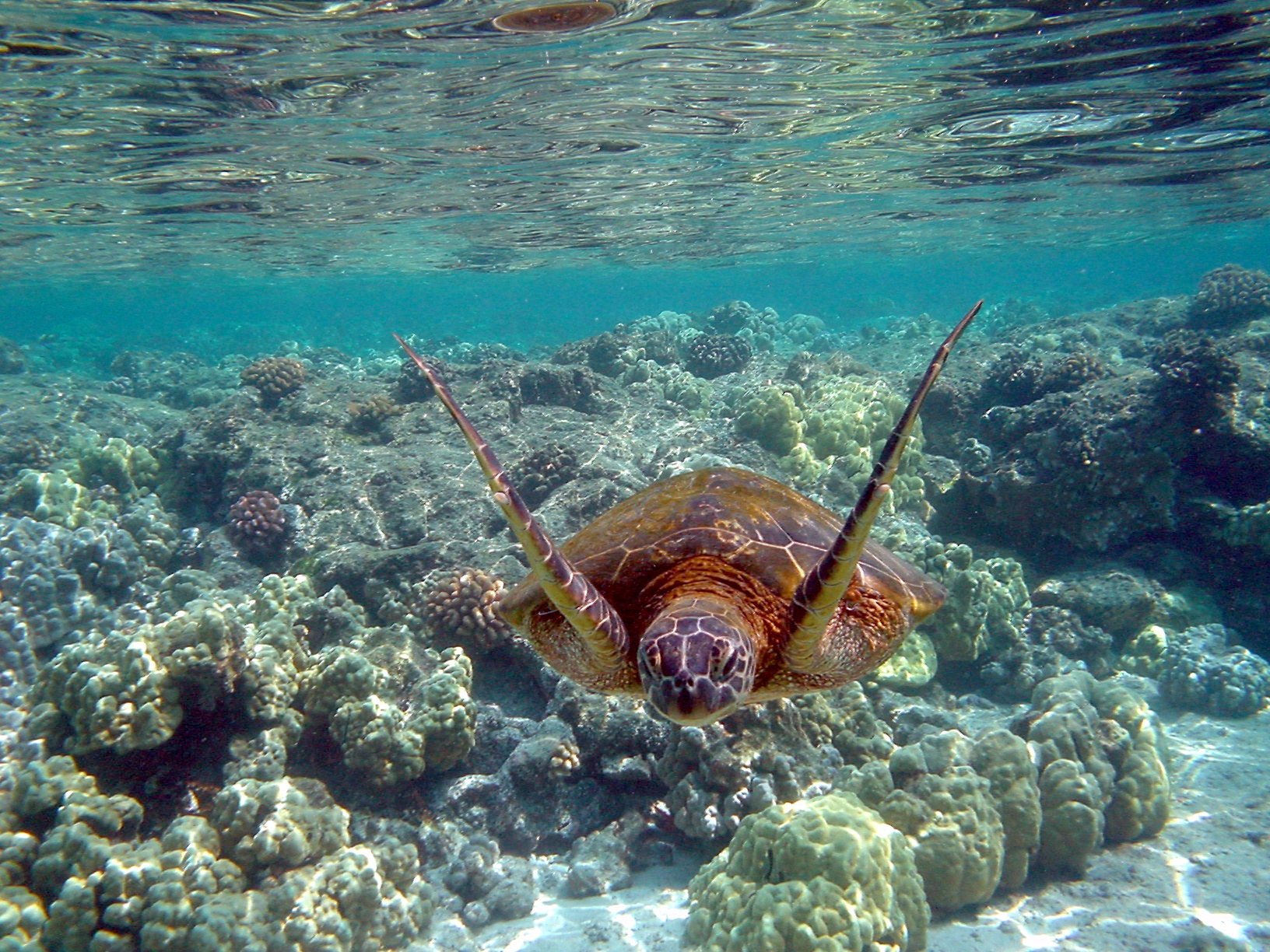
Tortue verte, capable de parcrourir de grandes distances. Elle contribue à réguler les populations de méduses, mais est menacée par le braconnage et les prises accessoires involontaires de pêche

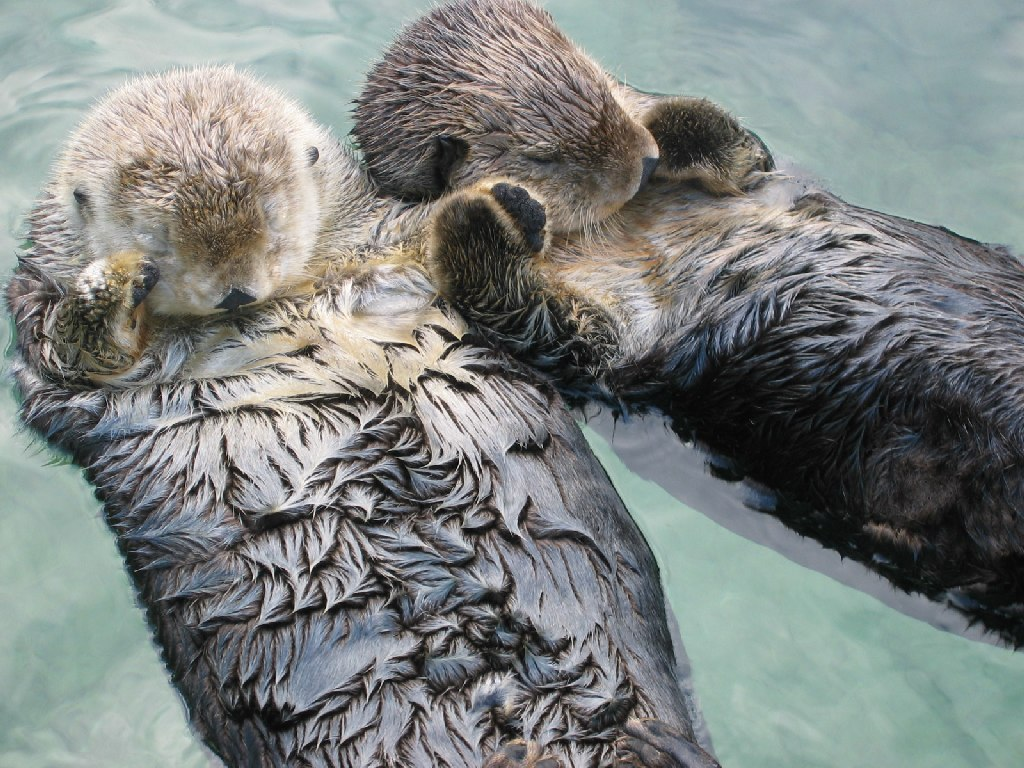
La Loutre de mer sans être tout à fait aquatique fait partie de la biodiversité marine, au sein de laquelle elle joue un rôle important de prédateur, contribuant - en régulant les espèces herbivores - à l'entretien des forêts de kelp

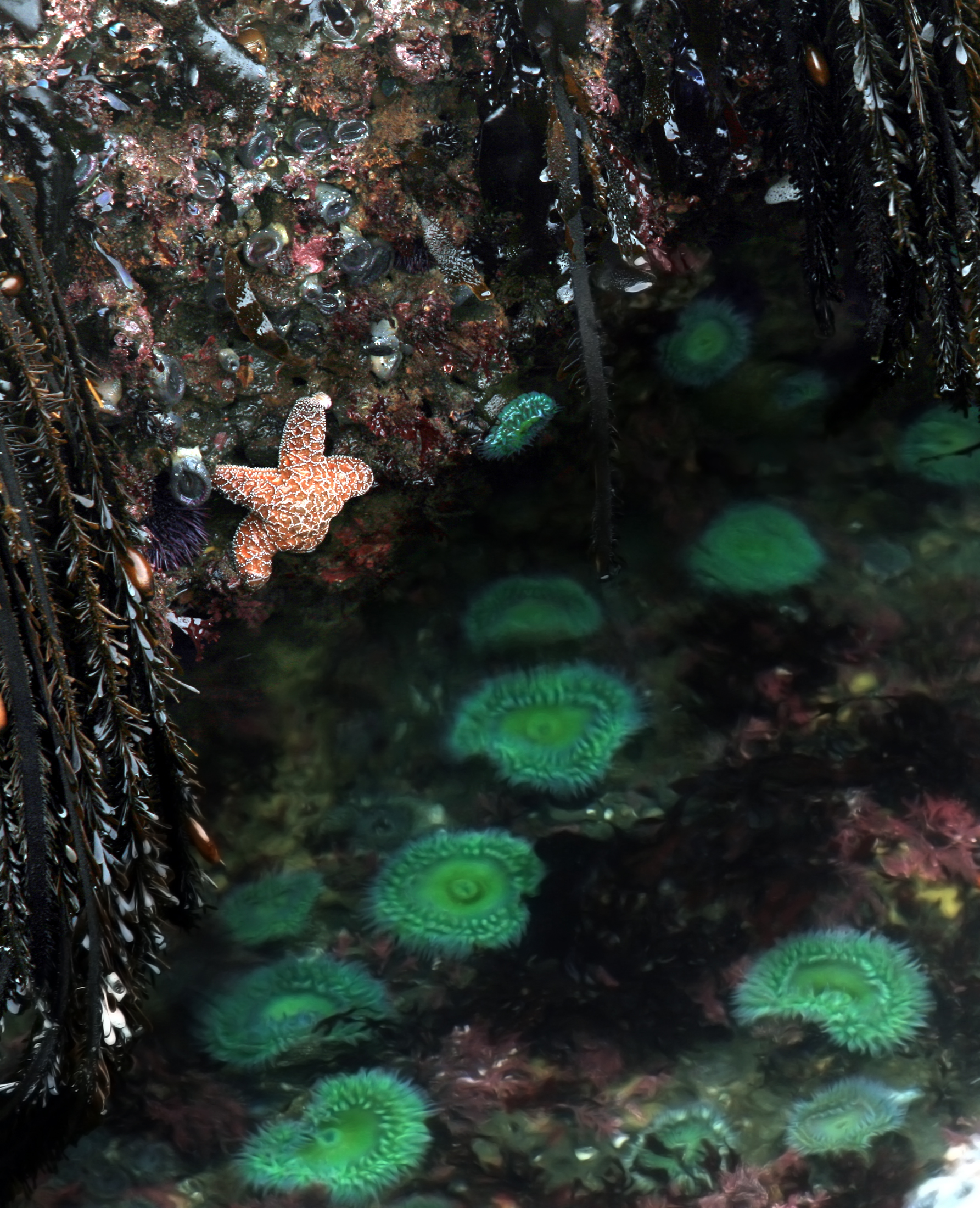
La diversité des espèces de l'estran est significative, en dépit des conditions difficiles qui y règnent (déshydratation, brusques variations de salinité, exposition aux UV, chocs thermiques, risque accru de prédation, ici dans une mare résiduelle de l'estran

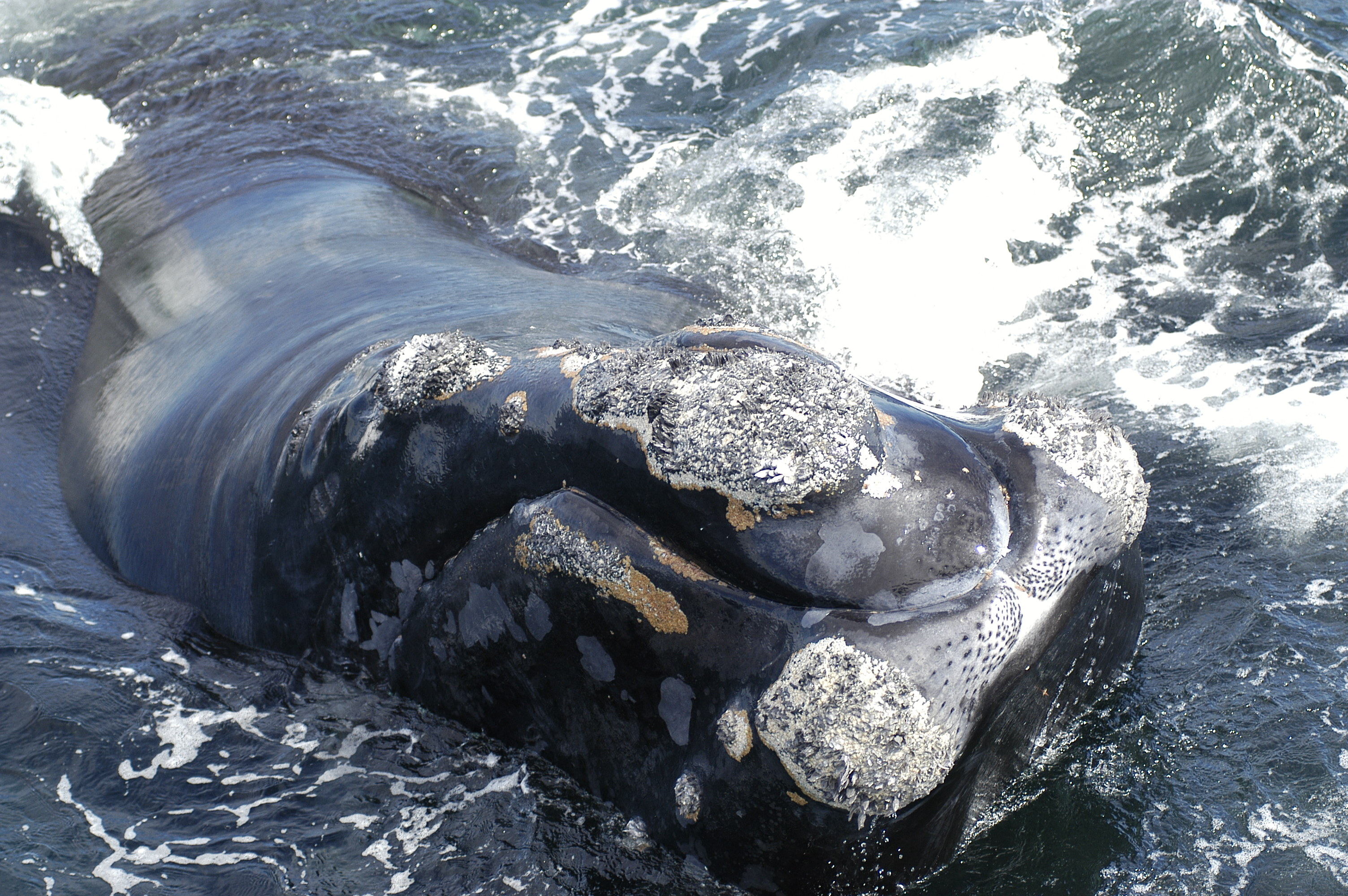
cette baleine est elle-même un support pour des crustacés parasites qui voyagent avec elle et diffusent ainsi largement leurs gènes

Elle joue un rôle encore mal connu, mais a priori important pour le rétrocontrôle du climat, et en termes de puits de carbone et comme réservoir de ressources génétiques vitales pour les écosystèmes tels que nous les connaissons.
L'étude approfondie de la biodiversité marine ne fait que commencer, avec notamment de nombreux centres de biologie marine (dont celui de Roscoff en France), Aquariums à vocation scientifique (ex : Musée océanographique de Monaco), des instituts (Ifremer en France) ou encore le Centre pour la biodiversité marine créé en 2000 au Canada). C'est un domaine de longue haleine où le travail collaboratif, les sciences citoyennes et les sciences participatives semblent pouvoir s'épanouir, avec la participation des marins, marin-pêcheurs, plaisanciers, plongeurs et du grand public sur les littoraux. Ainsi en France l'association DORIS contribue-t-elle à l'inventaire illustré de la biodiversité marine, avec le Muséum national d'histoire naturelle (MNHN) et des plombeurs amateurs.

## Périmètre
Concernant le caractère marin de cette biodiversité, outre les espèces strictement inféodées aux eaux salées et marines, on peut inclure ; 
- des espèces littorales typiques de l'estran et de ses mares résiduelles, des eaux saumâtres, des lagunes, estuaires ou de certaines mangroves ;
- des espèces semi-aquatiques telles que les oiseaux de mer, loutre de mer, phoques, morses, etc. qui dépendent de la mer pour une partie de leur cycle de vie ;
- Certaines espèces effectuant une partie de leur cycle de vie en eau douce (anguille, salmonidés).

## Spécificités de la biodiversité marine

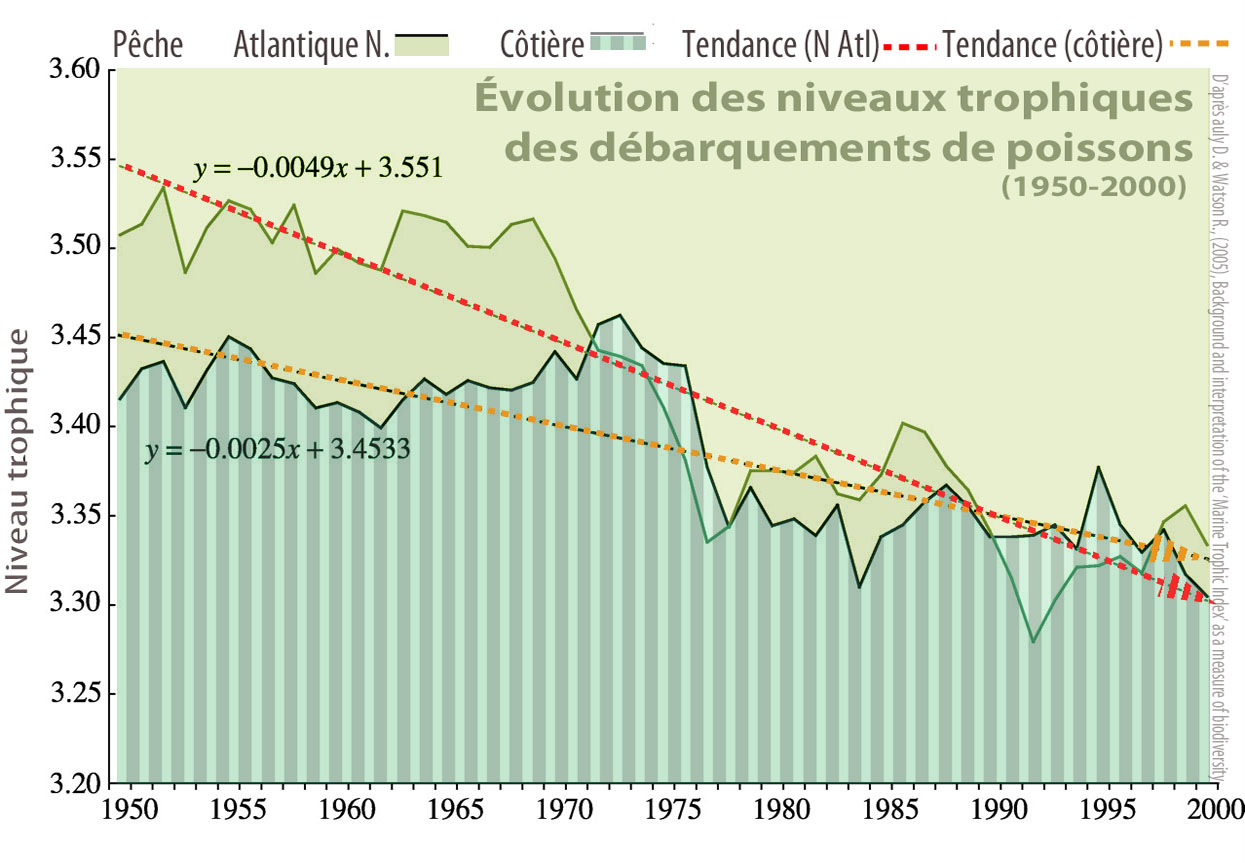
Tendance des 50 dernières années à la réduction du niveau trophique moyen dans les pêcheries de l'Atlantique-Nord et des zones côtières (poisson débarqué, sachant qu'une partie a été jetée en mer) (pour la période 1950–2000). On peut remarquer un déclin beaucoup plus rapide (mais plus tardivement entamé ?) dans l'Atlantique Nord

Les modes d'évaluation de la biodiversité terrestre (actuelle et passée) ne conviennent pas à de nombreuses espèces marines qui vivent dans un milieu bien plus vaste et moins physiquement fragmenté que les espèces terrestres. La richesse et la qualité des niveaux trophiques marins est mesurée via l'étude des biomasses par catégorique trophique (du niveau de la production primaire phytoplanctonique à celui des grands prédateurs en passant par les décomposeurs, qui jouent un rôle important, notamment dans les fonds marins et les estuaires et mangroves) et par l'estimation de l'efficacité des transferts bruts entre eux, transferts qui contribuent aux grands cycles biogéochimiques (cycle de l'azote notamment), comme aux équilibres prédateurs-proies. Ces éléments sont parfois utilisés comme indice de biodiversité, en accord avec la CDB (Convention sur la diversité biologique). 

Un constat est que depuis quelques décennies, les niveaux trophiques supérieurs (prédateurs, superprédateurs) s'effondrent au profit d'espèces de petite taille et de niveau inférieur (bactéries) et intermédiaire (méduses, petites poissons…). Ce phénomène est notamment induit par la surpêche,, mais est probablement aussi exacerbé par la bioconcentration de polluants dans la chaine alimentaire et on suspecte diverses sources de dérangement (pollution sonore sous-marine, munitions immergées, conditions d'anoxie et de zones marines mortes..).
Outre que la partie profonde de l'océan est bien moins accessible à l'homme que la plupart des écosystèmes émergés, plusieurs différences majeures distinguent aussi l'océan mondial des parties émergées des continents, et expliquent des schémas de biodiversité très différents:
- l'Océan couvre environ trois fois plus de surface planétaire que les terres émergées ;
- la diversification des espèces y est plus ancienne que sur les surfaces émergées ;
- un grand nombre d'espèces y vivent en suspension dans le milieu aquatique (où se déplacer nécessite moins d'énergie) ;
- Les grandes barrière physiques difficilement franchissables par la plupart des espèces, sont rares ou inexistantes en mer (il existe cependant quelques mers fermées) ;
- la salinité est relativement homogène dans la mer, et les milieux y sont apparemment relativement homogènes pour de grandes surfaces ou très grands volumes d'eau (comparativement avec ce qui existe sur les terres émergées) ;
- Les variations de températures sont fortement tamponnées dans la mer (moindrement sur l'écotone eau/air, qui est par ailleurs fortement soumis à l'irradiation par les UV du soleil) ;
- le volume habitable pour la vie, et moindrement les surfaces de roche ou sédiments colonisables par la vie sont très supérieurs dans les océans à l'équivalent terrestre (Néanmoins, les zones de haute productivité biologique ne concernent qu'une très petite partie des océans (remontée d'eau, estuaires, plateaux continentaux, eaux plutôt froides et éclairées, sources hydrothermales et fumeurs noirs à grande profondeur[11];
- importance des courants marins comme facteurs écologique et de transports « passif » de larves et propagules, calories et nutriments (courants qui n'ont pas vraiment d'équivalent terrestres) ;
- importance sur le littoral des phénomènes de marées (le trait de côte est un écotone mouvant, avec une amplitude et un rythme qui n'a pas d'équivalent sur les zones émergées) ;
- effets de l'insularisation écologique et de la fragmentation écologique ne se manifestent pas de la même manière en mer et sur terre
- l'importance du volcanisme sous-marin, source directe de nutriments, en particulier le long de la grande dorsale océanique n'a pas d'équivalent direct sur terre ;
- les impacts des activités humaines (terrestres ou marines) se manifestent très différemment en mer et sur terre (ex : accumulation de déchets plastiques dans les gyres, effets de la surpêche) ;
- la vie est présente plus en profondeur et avec bien plus de diversité dans l'océan (espèces des grands fonds marins, que sur les continents.

Ceci, et en particulier l'ancienneté de la vie dans les océans explique que la diversité taxinomique et la diversité fonctionnelle (Norse, 1993) y soient particulièrement élevées :
- La diversité phylétique ou taxinomique (relative à la variation et variabilité des phyla des organismes présents) est élevée, parfois (dans certains groupes) sans qu'il y ait une grande diversité d'espèces. À titre d'exemple 32 des 33 phyla animaux sont présents dans les océans (Norse, 1993), ce qui correspond à une diversité phylétique ou taxinomique très élevée ;
- La diversité fonctionnelle, qui désigne la diversité induite des espèces regroupées sur la base de fonctions écosystémiques similaires ou proches est également élevée. Des groupes fonctionnels tels que les détritivores, dépositivores ou filtreurs ou les espèces coralligènes n'ont pas ou peu d'équivalents sur les terres émergées, ni même en eau douce, et de nombreuses espèces restent sans doute à découvrir.

## Patrons de biodiversité

### Définitions
On appelle « patron » de biodiversité la représentation de la répartition des variations géographiques de la biodiversité. Ces patrons traduisent des variations dans le type des espèces et associations d'espèces, dans la quantité d'individus et la démographie des espèces, et en matière de patrimoine génétique). Les variations passées (cf. paléoclimats, paléoenvironnements) et contemporaines dans le patron de la biodiversité fascinent les naturalistes et écologues, notamment depuis les travaux de Charles Darwin. Ce patron est très différent dans les océans de ce qu'il est sur les terres émergées.

### Enjeux
La connaissance et la compréhension des patrons de biodiversité marine sont importantes pour les sciences de l'environnement (écologie, climatologie, évolution...) mais aussi cruciales et urgentes pour l'économie de l'environnement, une meilleure mesure et prise en compte de la valeur de la biodiversité et des services écosystémiques, la conservation de la nature et la gestion durable des ressources halieutiques, la gestion intégrée des zones côtières et les stratégies marines et maritimes des états, de l'Europe ou de l'ONU.

### État de la connaissance des « patrons » de la biodiversité marine
L’augmentation rapide du nombre et de l'ampleur des impacts anthropiques, ainsi que l’urgence d'une planification systématique de la conservation des ressources naturelles et des services écosystémiques et donc de la biodiversité ont incité les écologues à pousser les analyses des « patrons » de diversité biologique, en cherchant nomtamment à mieux comprendre les processus en cours aux échelles régionales à mondiales. 

Des méthodes consensuelles d’analyse scientifique des patrons de biodiversité ont été mises au point sur terre. Et des prédicteurs y sont connus pour de nombreux taxa. Mais ce travail ne fait que débuter concernant la diversité biologique marine, dont l'organisation est guidée ou contrainte par des facteurs différents de ceux qui sont à l'œuvre sur terre. 

Selon des travaux publiés en 2010 par le journal Nature, l'étude des tendances mondiales, et des facteurs prédictifs de la richesse en espèces au sein de 13 principaux phyla d'espèces marines (du zooplancton aux mammifères marins) a dégagé deux principaux modèles : 
1. le premier concerne les espèces plus côtières ; il montre une diversité maximale dans l’ouest du Pacifique ;
2. le second concerne les groupes plus océaniques ; il montre une diversification plus élevée dans une larges bandes située à mi-latitude dans tous les océans.

On a donc cherché des explications, et des prédicteurs à ces différences ;

### Facteurs prédictifs de biodiversité marine
De l'étude évoquée ci-dessus, il découle que :

Les analyses de régression linéaire n'ont démontré qu'un seul facteur explicatif et dans tous les cas (cas étudiés) prédictif : 
c'est la donnée « température de surface de la mer ». 
Elle est fortement corrélée à la diversité de tous les taxa étudiés. 
- Pour les espèces côtières uniquement, deux autres facteurs avaient une valeur significative : 
 - la disponibilité en habitat ; 
 - les facteurs historiques. 
D’autres prédicteurs ont été détectés, mais moins significatifs.
- Des cas particuliers existent juste sous la surface avec les atolls et récifs coralliens, considérés comme des oasis de biodiversité et de productivité biologique dans des eaux oligotrophes. Les plus grands sont considérés comme des hot-spots planéaires de biodiversité[12].
- Des cas particuliers existent aussi dans les grands fonds, là où la lumière ne pénètre pas et où les pressions sont très élevées. 
Des communautés biologiques très contrastées occupent des étencues bien plus vastes que celles des continents réunis. 
- Sur les vase molles ou le sable des grands fonds, les densités de population sont très faibles, le métabolisme des organismes est lent et les individus sont rares (très éparpillés dans l'espace). Par contre, la diversité d'espèces est élevée[13]. 
Des sortes d'oasis sous-marines existent en sur les cadavres de grands cétacés, mais provisoires. 
-D'autres oasis, plus durables, existent autour des sources hydrothermales. Là les espèces sont peu diversifiées, mais la densité d'indivius est spectaculairement élevée, avec des taux métaboliques et de croissance rapide (comparables à ceux observés chez les organismes d'écosystèmes aquatiques peu profonds)[13].

Les zones de forte diversité ne sont pas concentrées dans les parties reculées ou exclusivement tropicales des océans, mais bien, et de « manière disproportionnée » dans les régions où les impacts humains sont déjà moyens à très importants. Dans un contexte de changement climatique, l'impact des flottes de pêche des zones tempérées et la responsabilité de la Chine, de l'Europe prennent de ce point de vue encore plus d'importance.
Tous les résultats récents confirment la responsabilité de l'Homme dans la dégradation rapide de la biodiversité marine, et des services écosystémiques rendus par les océans,

## Résilience écologique
Les théories scientifiques de l'écologie marine et de nombreuses études de terrain montrent une certaine capacité — variable selon les espèces et les écosystèmes, à certaines conditions — de restauration après une perturbation (tsunami, certaines pollution, chalutage, surpêche…). Les récifs artificiels bien conçus, comme les aires marines réellement protégées se montrent effectivement efficaces pour restaurer ou protéger au la biomasse et une partie de la biodiversité marine. Il est notamment démontré que des récifs abritant une diversité de niveaux trophiques ont moins de maladies des coraux que les récifs surexploités; la prévalence des maladies des coraux est inversement corrélée avec la diversité taxonomique des poissons.
Néanmoins les pressions anthropiques sur les espèces du bout de la chaîne alimentaire (grands cétacés, requins, espadons, thons, etc.) se poursuit, et elle a des impacts importants et encore mal compris sur les types d'assemblages d'espèces sous-jacents, et probablement sur leur biomasse (De manière simplifiée : la tendance et au développement des méduses et de petites espèces de poissons, au détriment des grosses espèces).
De plus, les données récentes mettent en avant le rôle majeur de la température des eaux de surface, et de l'énergie cinétique (des courants et évents sous-marins) dans la structuration de la biodiversité marine. Ils montrent aussi que des changements de la température des océans, conjointement avec d'autres impacts humains (eutrophisation, acidification, montée de la mer, pollutions, transports de pathogènes ou d’espèces invasives, surpêche, pisciculture intensive…) pourraient fortement et rapidement aggraver la perte de diversité de la vie marine, mais aussi son organisation biogéographique. Certains experts craignent aussi que l'augmentation de la température de surface (avérée pour les dernières décennies), et la montée des océans, ainsi que leur réchauffement général affectent également les grands courants marins, dont le Gulf Stream, qui joue un rôle essentiel dans l'Atlantique.
Dulvy et al. ont cherché à quantifier l'érosion de la biodiversité en 2003. La pêche apparaît comme la principale cause des extinctions des espèces marines (55 %) à toutes les échelles d’analyse, suivie par la perte ou la dégradation des habitats (37 %), le reste étant attribué aux espèces invasives, au changement climatique, aux pollutions (rejets urbains, agricoles (en) et industriels, marées noires, déchets plastiques…) ou aux maladies.
Le réchauffement climatique pourrait, à lui seul, provoquer une disparition de 17 % de la masse des animaux marins d’ici 2100, selon l'Académie nationale des sciences des États-Unis.

## Services écosystémiques
À la fin du XXe siècle, dans le contexte d'une maritimisation croissante des économies, l'approche écosystémique prend plus d'importance, les chercheurs (avec notamment les études de l'UICN) se penchant sur la définition et l'évaluation des services écosystémiques fournis par les écosystèmes marins et côtiers. Selon Costanza et al. (1997), 63 % de la valeur mondiale totale des services d’écosystème est apportée par les écosystèmes marins (20,9 milliards de dollars/an).

### Services écosystémiques directement liés à la biodiversité marine et côtières
En s'appuyant sur une revue de la littérature, il est possible d'identifier 74 services écosystémiques directement liés à la biodiversité marine et côtière :
- des services de prélèvement ou d'approvisionnement : contribution aux énergies renouvelables (énergie marémotrice) et non renouvelables (gisement de gaz et de pétrole), matériaux de construction (plus de 15 milliards de tonnes sont extraits dans le monde chaque année, soit un tonnage équivalent à la production naturelle de ces sédiments par les fleuves[24]), molécules intéressantes appartenant à des classes pharmacologiques variées (purines, paullones (de), indirubines, le criblage d'organismes marins en ayant apporté plus de 15 000 en 2011, telles que la roscovitine, la bryostatine (en))[25], pêcheries, ressources halieutiques (la FAO estime qu'en 2014, chaque humain consomme en moyenne plus de 20 kg/an de poisson[26]. Cette augmentation de la consommation qui était de l'ordre de 6 kg/an en 1950 et de 12 kg/an en 1980, est en grande partie due à la forte croissance de l’aquaculture, qui fournit désormais la moitié du poisson destiné à la consommation humaine[27]) ;
- des services de support ou de soutien : productivité primaire et secondaire, maintien du cycle de vie pour la faune et la flore, participation aux cycles biogéochimiques (par exemple le phytoplancton fournit environ 50 % de l'oxygène de l'air[28]) ;
- des services de régulation : régulation du climat notamment (séquestration du carbone ; émission du DMS, produit par le plancton, qui contrôle la formation des nuages et stabilise le climat selon l'hypothèse CLAW), prévention de l’érosion (mangroves, dunes), traitement des eaux usées ;
- des services culturels : écotourisme, loisirs (pêche récréative, baignades, sports nautiques), bénéfices spirituels (support d'inspiration, support pour les croyances religieuses), recherche (Hodgkin et Huxley obtiennent le Prix Nobel de physiologie ou médecine en 1963 pour avoir élucidé en 1939 les mécanismes ioniques du potentiel d'action sur un axone géant de calmar).

### Valeur économique de la biodiversité marine
Depuis la fin des années 1990, des économistes cherchent à mesurer la valeur économique de la biodiversité ou des services écosystémiques rendus par cette diversité. La pêche étant une filière économiquement importante, les relations de la biodiversité marine à la pêche ont fait l'objet de nombreuses analyses économiques.
Le domaine des ressources halieutiques est caractérisé par « une perte accélérée de populations et d'espèces, avec des conséquences en grande partie inconnues ». Une analyse publiée par le Journal Science a porté sur des séries temporelles de données globales et locales issues du secteur de la pêche, analysées au regard de leurs relations avec la perte de biodiversité et au regard des services des écosystèmes marins fournis à diverses échelles spatiales et temporelles. Elle a conclu que « globalement, les taux d'effondrement des ressources halieutiques se sont accélérés, alors que le potentiel de restauration, la stabilité, et la qualité de l'eau ont diminué de façon exponentielle avec la diminution de la biodiversité. La restauration de la biodiversité, en revanche s'est accompagnée d'une multiplication par quatre de la productivité et par une diminution de la variabilité de 21 %, en moyenne ». Les auteurs ont conclu « que la perte de la biodiversité marine porte de plus en plus atteinte à la capacité des océans à fournir de la nourriture, maintenir la qualité de l'eau, et à se remettre des perturbations qu'il subit. Pourtant, les données disponibles suggèrent que - à ce point - ces tendances sont encore réversibles ». 

De nombreux experts estiment que les stratégies de pêche doivent s'inscrire dans une nouvelle philosophie intégrant mieux la biodiversité et en particulier l'approche écosystémique.

## Inventaire des espèces et des habitats

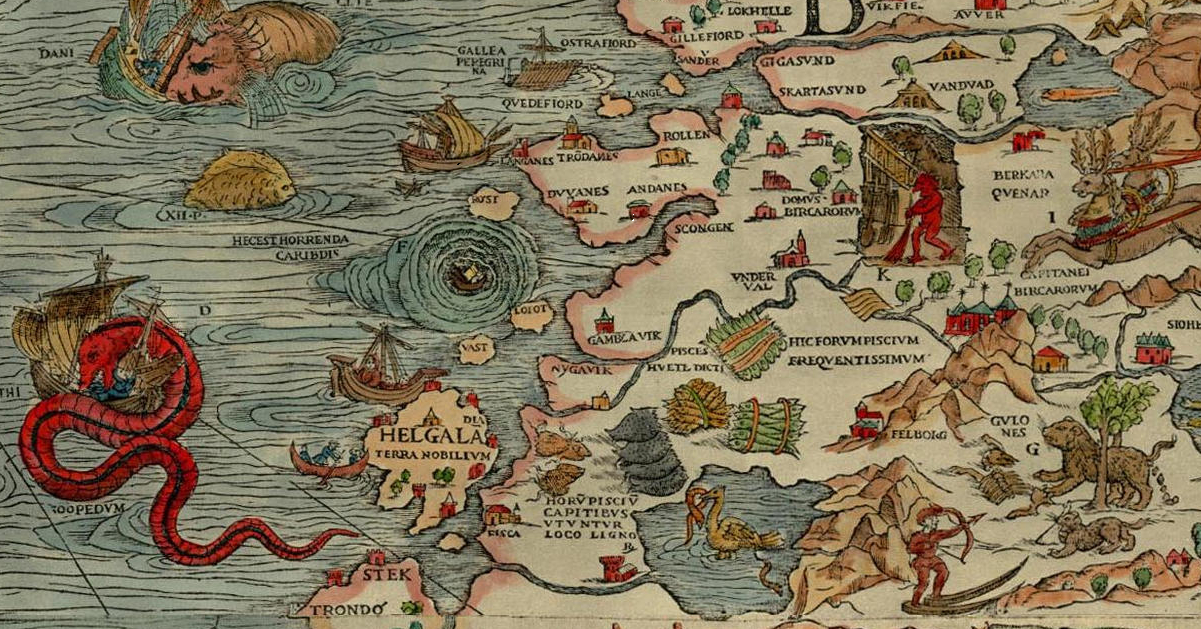
Dans Historiae animalium (1551-1558), premier ouvrage de zoologie moderne visant à décrire tous les animaux, Conrad Gessner fait resurgir le serpent de mer anthropophage selon Olaus Magnus.

Plusieurs outils d'inventaire mondial se sont mis en place, pour les espèces d'intérêt halieutiques d'abord, puis pour l'ensemble des espèces. 
Par exemple le portail WoRMS contenait déjà - mi 2010 
- 206 377 espèces valides ; dont 173 708 vérifié (84 %)
- 331 150 noms d'espèces y compris les synonymes
- 405 432 taxons (du niveau infraspécifique au règne)
- 13 127 images

Son objectif de 100 000 noms d'espèces valides fin de 2007 pour le 300e anniversaire de Linné a été atteint. Un nouvel objectif est 230 000 espèces marines avant fin 2010, en synchronie avec l'achèvement du Census of Marine Life programme/
qui se veut être une contribution au catalogue de la vie, l'Encyclopédie de la vie, et l'épine dorsale du système d'information biogéographique taxonomique pour les océans. Worms a été reconnue comme l'une des quatre campagnes organisées par la Global Biodiversity Information Facility. L'expédition Tara Oceans débutée en 2009 a permis la collecte de nombreuses espèces, dont les protistes. Alors que le chercheurs  estimaient leur nombre à 80 000 espèces, la mission a permis de recenser en 2012 environ 1,5 million d'OTUs.
Si l'océan représente 99 % du volume offert à la vie, il abrite uniquement 13 % des espèces répertoriées du monde vivant (correspondant à 12 des 31 phyla connus, les plus anciens, qui ne sont jamais sortis de ce milieu océanique) car il est un milieu stable depuis 100 millions d'années, moins structuré que l'environnement terrestre (où les radiations évolutives des insectes ont abouti à la spécialisation de près de  1,3 million d'espèces décrites existant encore), et encore fort méconnu. La biodiversité marine reste très majoritairement inconnue avec environ 95 % de l'océan demeurant inexploré et probablement entre 70 et 80 % des espèces marines encore à découvrir selon le programme international Census of Marine Life,.